# الغابة (فلم)
الغابة  فيلم مصري إنتاج عام 2008، من تاليف ناصر عبد الرحمن وإخراج أحمد عاطف.

## ملخص الاحداث
تدور أحداث الفيلم حول مجموعة من أولاد الشوارع متفاوتين في الأعمار تجمعهم «الخرابة» وتتنوع طرق حصولهم على المال بين التنقيب في القمامة والسرقة وتوزيع المخدرات والدعارة، ويرصد الفيلم ما يدفع هؤلاء لممارسة سلوكيا ت شاذة للحصول على ما يكفي للعيش على هامش المجتمع.

## الشخصيات
| - ريهام عبد الغفور:جميلة - حنان مطاوع:برشامة - أحمد عزمي:حموسة - باسم سمرة:التوربيني - عمرو عبد الجليل:عماد - منة بدر:مكنة - سلوى محمد علي:أم رمضان - حسن فكري:طبيب برشامة | - أشرف شحاتة:البلطجي يحي رمضان - عزت إبراهيم:صول الحجز - عمر جاهين:فيشة - أحمد حداد (ممثل):صديق فيشة - محمد فوزى:الأعرج - عصام توفيق:وسيط تاجر المخدرات - رجب البحيري:القاضي | - مجدي دقدق:زبون برشامة - محمود الشناوي:زبون برشامة - محمد السيد:ضابط سرقة الأعضاء - عادل أمين:رجل المقهى - سيف حسن فكري:مساعد حموسة - جمال يوسف :ظبط مؤسسة الرقابة - دينا قابيل:الصيدلانية | - هاني علي سالم:صديق فيشة - سيد أبو رجيلة:أبو رمضان - أمل حمدي:زوجة أبو رمضان - شريف فتحي:زبون برشامة - سالي الدمرداش:الشابة المتبرعة - محمد مارو:زميل توربيني بالسجن - عمرو حسين:أمين الشرطة | - محمد خالد:شيخ المسجد - أحمد الطوخي:والد الطفل أحمد - محمد عبد العزيز:زبون برشامة - ناصر فيروز شاه:تاجر الدم - نوال فكري:سيدة مع توربيني - مروة خليل:القتاة المتبرعة - محمد عمر:صديق توربيني | - عفاف مصطفى:سيدة نصبة الشاى - تامر:زبون المخدرات مع حموسة - منى صاروخ:زميلة برشامة - هبة مختار:زميلة برشامة - سالي العراقي:فتاة بعشة حموسة - إبراهيم عبد الله:صديق توربيني - شيماء منصور:الشابة المتبرعة |

- الأطفال:
- أحمد عبد القوي:رمضان
- محمود شلش:أحمد
- أحمد إدريس:ياسر
- سيد سامي:كنشة
- حسن خميس:الزعيم بالإصلاحية
- ايرس ماجد الشريف:فرح

عمر مجدي دقدق - سلمى حسن فكري - سهيلة حسن - رامي السقا - مصطفى طلعت - أحمد نادر - محمد رشاد - محمد فتة - عبد الحميد حسن - إسلام ناصر - حسن محمد - رشدى إبراهيم

## فريق العمل
| - مدير التصوير: رؤوف عبد العزيز - لودر: كريم عبدالقوى - مونتير: أحمد عبد الله - ناصر عبد الرحمن - أحمد عاطف - مخرج: أحمد عاطف - مساعدوا الإخراج:أحمد الشوربجي - غادة محمد باشا - داليا سدراك | - موزع: الشركة العربية للإنتاج والتوزيع السينمائي - موزع: إسعاد يونس - موزع: شركة سانيلاند فيلم - موسيقى تصويرية: عمرو إسماعيل - منتج: ايجيبت فيلم - منتج: أحمد عاطف | - منتج فني: السيد سلامة - المشرف على الإنتاج:حسن فكرى - مدير الإنتاج:وليد تمام - مونتاج نيجاتيف:دانا سلفيتي - تصحيح ألوان:حامد حفناوي | - تسجيل الحوار:أحمد عبد الخالق - تترات:هاني حليم - مونتاج:أحمد عبد الله - تصميم شريط الصوت والمكساج:محمد حسيب - مصمم الأفيش: سارة عبد المنعم | - مستشار إعلامي: نيفين الزهيري - وحيد صبحي: مصمم الإعلان - مصمم الأفيش: Sign Agency - إعداد شريط الصوت: محمد حسيب - مكساج المؤثرات الخارجية:جراهام شوفيلد |

## روابط خارجية
- مقالات تستعمل روابط فنية بلا صلة مع ويكي بيانات